# Museo de la Seda (Bsous)
El Museo de la Seda  (en árabe: متحف الحرير بسوس‎) es un museo dedicado a la seda localizado en la ciudad de Bsous cerca de Wadi Chahrour en Líbano, a 15 kilómetros al este de Beirut.

## Historia
La edificio fue originalmente construido por la familia Fayad, y funcionó como fábrica de seda entre 1901 y 1954. En 1990, por un breve tiempo, la fábrica el terreno fueron ocupadas por el ejército sirio. Fue restaurado por sus dueños, George y Alexandra Asseily, con la ayuda de Jean-Louis Mange, para funcionar como un museo. El museo fue inaugurado en 2000 y se dedica a la historia de más de 1,500 años de antigüedad de la producción de seda en Líbano, la cual acabó cuando cerró el último molino de seda en los años 1970.
Thierry Huau y Francoise Le Noble Predine de París desempeñaron un rol importante en la remodelación de los jardines al edificio. Le Noble trajo seda salvaje de Madagascar. El arquitecto Jacques Abou Khaled, bajo la dirección de Sami Feghali fueron responsables de la remodelación del edificio a un museo.

## Exhibiciones
Parte de la colección permanente del Museo de Seda incluye a gusanos de seda vivos. Las exposiciones muestran el proceso de "incubación" del gusano, lo que lleva a la producción de hilos de seda y la costura a través de todas las etapas. También se exhiben productos de seda locales, como vestidos de noche libaneses tradicionales y pantalones de seda que fueron utilizados por princesas en el Siglo XIX. Una sala esta dedicada al oro y la seda oriental, y una sala que alberga los tesoros de los bolsos de la familia Antaki de Aleppo, que datan al Siglo XIX y principios del Siglo XX. En un recorrido del museo se pueden ver imágenes de los agricultores que trabajan en la producción de seda y en la recolección de gusanos de seda.
El museo regularmente realiza exhibiciones temporales que duran alrededor de 6 meses, usualmente de mayo a octubre, las cuales exhiben telas y tejidos artesanales de Camboya, Laos y Vietnam, y colecciones privadas de seda a lo largo de la Ruta de la Seda, entre las que se incluye a China, Japón y el Oriente Medio. El museo ha organizado colecciones privadas de trajes tribales de Eric Boudot y Teresa Coleman.